# Эпов, Евгений Юрьевич
Евге́ний Ю́рьевич Э́пов (4 октября 1988 — 27 января 2012) — российский военнослужащий, командир штурмового отделения 23-го ОСН «Оберег» ВВ МВД РФ, Герой Российской Федерации (2012, посмертно). Сержант.

## Биография
Родился 4 октября 1988 года в селе Мильгидун Чернышевского района Читинской области (ныне Забайкальского края). Учился в местной школе, с детства увлекался спортом, занимался боксом и футболом. Окончил в Чернышевске профессиональное железнодорожное училище № 20 с отличием по специальности «слесарь по ремонту и обслуживанию подвижного состава».
Был призван на срочную службу в Озёрскую дивизию внутренних войск. После завершения срочной службы остался проходить службу по контракту во Внутренних войсках МВД России в Челябинске, где проживал со своей гражданской женой Анастасией Вершининой. Служил помощником гранатомётчика, огнемётчиком, командиром штурмового отделения 23-го отряда специального назначения «Оберег» ВВ МВД России. В октябре 2009 года Евгений успешно прошёл квалификационные испытания и получил право ношения крапового берета. Во время службы обучался на заочном факультете Челябинского филиала Уральского государственного университета путей сообщения. 
В ноябре 2011 года командир штурмового отделения сержант Е. Ю. Эпов был направлен в составе 23-го отряда специального назначения (войсковая часть № 6830) в очередную командировку для проведения контртеррористических операций в Республику Дагестан.

## Подвиг
27 января 2012 года группа спецназовцев сопровождала оперативников ФСБ в Кизлярском районе. В лесном массиве между поселком Черняевка и хутором Украинский боевиками из так называемой кизлярской бандгруппы была организована засада. При попытке блокировать пятерых террористов, засевших в блиндаже, завязался бой. Бандиты открыли огонь из автоматов и пулемёта. В результате вооружённого столкновения все боевики были уничтожены, однако погибли и 4 челябинских спецназовца, среди них сержант Эпов. 23-летний Евгений Эпов, единственный из них имевший краповый берет, накрыл своим телом брошенную в группу ручную гранату. Боевики бросили две ручные гранаты. Одна, взорвавшись, по счастью, не причинила вреда. Вторая упала рядом с ребятами Эпова. Евгений крикнул: «Граната!», — и закрыл её собственным телом. Взрывом его подбросило и перевернуло на спину. Ценой своей жизни сержант Эпов обеспечил выполнение боевой задачи. Благодаря ему потери оказались меньшими, чем могли бы быть.
Указом Президента России от 28 апреля 2012 года № 532 сержанту Евгению Юрьевичу Эпову за героизм, мужество и самоотверженность, проявленные при исполнении воинского долга, присвоено звание Героя Российской Федерации (посмертно).
Похоронен 3 февраля 2012 года на кладбище села Мильгидун Чернышевского района Забайкальского края, где проживает его мать, Валентина Ивановна Кожуховская.
Около школы в родном селе Мильгидун 4 октября 2012 года открыт памятник Евгению Эпову.